# Diancistrus typhlops
Diancistrus typhlops är en fiskart som beskrevs av Nielsen, Schwarzhans och Renny Hadiaty 2009. Diancistrus typhlops ingår i släktet Diancistrus och familjen Bythitidae. Inga underarter finns listade i Catalogue of Life.